# Хлуповский сельсовет
Хлу́повский сельсовет — упразднённые административно-территориальная единица и муниципальное образование со статусом сельского поселения в составе Половинского района Курганской области.
Административный центр — село Хлупово.

## История
В соответствии с Законом Курганской области от 6 июля 2004 года № 419 сельсовет наделён статусом сельского поселения.
Законом Курганской области от 2 июля 2015 года № 70 статус деревни Хлупово изменён на село.
Законом Курганской области от 20 сентября 2018 года N 103, в состав Половинского сельсовета были включены все населённые пункты упразднённых Менщиковского, Новобайдарского, Хлуповского и Чулошненского сельсоветов.

## Население
| 2002 | 2004 | 2010 | 2012 | 2013 | 2014 | 2015 |
| ---- | ---- | ---- | ---- | ---- | ---- | ---- |
| 708  | ↘688 | ↘572 | ↘556 | ↘530 | ↘517 | ↘498 |
| 2016 | 2017 | 2018 | 2019 |      |      |      |
| ↘492 | ↗498 | ↘488 | ↘486 |      |      |      |

## Состав сельского поселения
| № | Населённый пункт | Тип населённого пункта       | Население |
| - | ---------------- | ---------------------------- | --------- |
| 1 | Хлупово          | село, административный центр | ↘486      |